# George William Drory
George William Drory (* 10. Januar 1803 in Colchester; † 19. Juli 1879 in Gent) war ein britischer Ingenieur und Gaswerkunternehmer.
George William Drory arbeitete ab 1826 für die 1824 in London gegründete Imperial Continental Gas Association und wurde bald Chefingenieur und als Generalinspekteur für die europäischen Werke der Firma zuständig. 1826 begann er mit dem Aufbau der Gasversorgung in Hannover, 1828 in Berlin, jeweils unterstützt von seinem Bruder Leonard Drory. Er war ab 1835 Direktor der Gaswerke in Gent, wo er sich niederließ und auch als Königlich Hannoverscher Konsul tätig war.
1836 wurde er Fellow der Royal Society, 1837 Mitglied der Institution of Civil Engineers.
Er war ab 1835 mit Stéphanie Maria van Aken aus Gent (1811–1897) verheiratet, mit der er fünf Töchter hatte. Seine Tochter Stephanie (1842–1863) war mit dem Chemiker August Kekulé verheiratet, seine Tochter Elisabeth (* 1837) mit dem Architekten Adolphe Pauli.